# Trophée Chopard
Trophée Chopard  (En español: Trofeo Chopard) es un premio de reconocimiento que se otorga en cada sección del Festival de Cine de Cannes. Es otorgado por un jurado de profesionales a dos jóvenes actores para reconocer y fomentar su carrera. Fue fundada en 2001 por Chopard y desde entonces se ha presentado todos los años durante el Festival. Los encargados de entregar el premio, son mayormente actores profesionales que han tenido gran trayectoria y reconocimiento en el cine.

## Galardonados
| Año  | Revelación masculina del año | Revelación femenina del año |
| ---- | ---------------------------- | --------------------------- |
| 2001 | Eduardo Noriega              | Audrey Tautou               |
| 2002 | Hayden Christensen           | Ludivine Sagnier Paz Vega   |
| 2003 | Gael García Bernal           | Diane Kruger                |
| 2004 | Rodrigo Santoro              | Marion Cotillard            |
| 2005 | Jonathan Rhys Meyers         | Kelly Reilly                |
| 2006 | Kevin Zegers                 | Jasmine Trinca              |
| 2007 | James McAvoy , Nick Cannon   | Archie Panjabi              |
| 2008 | Omar Metwally                | Tang Wei                    |
| 2009 | David Kross                  | Léa Seydoux                 |
| 2010 | Edward Hogg                  | Liya Kebede                 |
| 2011 | Niels Schneider              | Àstrid Bergès-Frisbey       |
| 2012 | Ezra Miller                  | Shailene Woodley            |
| 2013 | Jeremy Irvine                | Blanca Suárez               |
| 2014 | Logan Lerman                 | Adèle Exarchopoulos         |
| 2015 | Jack O'Connell               | Lola Kirke                  |
| 2016 | John Boyega                  | Bel Powley                  |
| 2017 | George MacKay                | Anya Taylor-Joy             |
| 2018 | Joe Alwyn                    | Elizabeth Debicki           |
| 2019 | François Civil               | Florence Pugh               |
| 2021 | Kingsley Ben-Adir            | Jessie Buckley              |
| 2022 | Jack Lowden                  | Sheila Atim                 |
| 2023 | Daryl McCormack              | Naomi Ackie                 |

## Presentadores
| Año  | Presentador                 |
| ---- | --------------------------- |
| 2001 | Emmanuelle Béart            |
| 2002 | Gong Li                     |
| 2003 | Isabelle Adjani             |
| 2004 | Laura Morante               |
| 2005 | Sharon Stone                |
| 2006 | Elton John Elizabeth Hurley |
| 2007 | Jude Law                    |
| 2008 | Gwyneth Paltrow             |
| 2009 | Marion Cotillard            |
| 2010 | Helen Mirren                |
| 2011 | Robert De Niro              |
| 2012 | Sean Penn                   |
| 2013 | Colin Firth                 |
| 2014 | Cate Blanchett              |
| 2015 | Julianne Moore              |
| 2016 | Juliette Binoche            |
| 2017 | Charlize Theron             |
| 2018 | Diane Kruger                |
| 2019 | Zhang Ziyi                  |
| 2021 | Jessica Chastain            |
| 2022 | Julia Roberts               |
| 2023 | Natalie Portman             |